# Sitniczka pływająca
Sitniczka pływająca (Isolepis fluitans (L.) R.Br.) – gatunek rośliny z rodziny ciborowatych. Występuje w Europie, Afryce, Australii oraz tropikalnej części Azji. W Polsce jest gatunkiem wymarłym; występował w okolicach Poznania.

## Morfologia

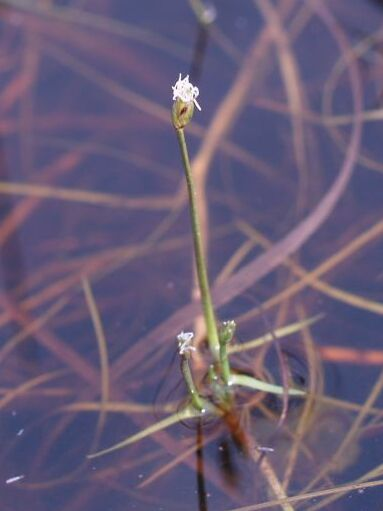
Pęd z kłoskiem kwitnącym

ŁodygaRozgałęziona, pływająca lub zakorzeniająca się w węzłach, o długości 15-130 cm.
KwiatyZebrane w pojedyncze kłosy.
OwocOrzeszek.

## Biologia i ekologia
Bylina, hemikryptofit, hydrofit. Kwitnie od lipca do września. Rośnie na brzegach wód. Liczba chromosomów 2n = 60.

## Zagrożenia i ochrona
Roślina umieszczona na polskiej czerwonej liście w kategorii RE (wymarły na obszarze Polski). W światowej Czerwonej księdze gatunków zagrożonych znajduje się w kategorii LC (najmniejszej troski).